# Bagad Kadoudal
 (août 2012).
Si vous disposez d'ouvrages ou d'articles de référence ou si vous connaissez des sites web de qualité traitant du thème abordé ici, merci de compléter l'article en donnant les références utiles à sa vérifiabilité et en les liant à la section « Notes et références ».
Le Bagad Kadoudal est un ensemble traditionnel de musique bretonne basé à Vern-sur-Seiche. Il faisait auparavant partie de la Kevrenn de Rennes. Il évolue actuellement en 2e catégorie du championnat national des bagadoù.

## Histoire
Le bagad de Vern-sur-Seiche a repris le nom Kadoudal de la Kevrenn de Rennes, ancien bagad créé en octobre 1953, plusieurs fois Champion de Bretagne en 1re catégorie (3 titres en tant que Kevrenn en 1955, 1956 et 1963, 2 titres sous le nom Kadoudal en 1967 et 1969).
Étymologiquement, Kadoudal signifie « le guerrier qui retourne au combat » et littéralement « le guerrier aveugle ». Le nom Kadoudal a marqué l’histoire de la Bretagne (Joseph et Georges Cadoudal).
Formé en 1975, le Bagad de Vern-sur-Seiche comptait une dizaine de musiciens ayant participé à l’ancien bagad de Rennes. Ils poursuivent la continuité du patrimoine artistique. Le répertoire est, à l’occasion de concours ou disques, repris et arrangé.
Le bagad évolue depuis 1991 en seconde catégorie, même si ses résultats au Championnat national des bagadoù en 2012 auraient dû engendrer en 2013 un déclassement du groupe. À l'occasion d'échanges internationaux, l’ensemble promeut la culture bretonne en Allemagne, Espagne, Irlande, Saint David’s Day 2012 au Pays de Galles, Pologne, Tchéquie, jusqu'en Chine en 2002... Il joue avec Dan Ar Braz pour l'album A toi et ceux. En 2012 il se produit au Stade de France lors d'un match de rugby du Top 14, puis au Festival interceltique de Lorient et avec Gilles Servat.
Depuis sa création, il assure la formation musicale de ses musiciens dans son école. Il fut d’ailleurs à la fin des années 1980, le deuxième groupe en Bretagne, après le bagad Kemper, à mettre en place un bagad école : le bagadig Gwern.

## Cercle Celtique
Le cercle celtique de Vern-sur-Seiche est créé en même temps que le bagad. Il est affilié à la confédération des cercles celtiques War 'l leur.

## Discographie
- Ensemble de musique et danse (33T Barclay-Bel Air)
- 1963 : Le bagad Kadoudal sonne pour Herri Léon, Le cercle celtique de Rennes (33T Barclay-Bel Air)[7], (penn soner : Jakez Pincet)
- 1970 : Bombardes et binious de Bretagne Vol. 1 (Collection Arion)
- 1976 : Bombardes et binious de Bretagne Vol. 2
- 1980 : Bombardes et binious de Bretagne Vol. 3
- 1982 : Bombardes et binious de Bretagne Vol. 4
- 1994 : Bretagne. Binious & Bombardes réédition CD Arion
- Xe Festival International des Cornemuses de Brest, avec Kevrenn de Rennes, Bagad Kemper, Bagad de Lann-Bihoué, Pipe Band d'Écosse (33T Mouez Breiz)
- Le meilleur des musiques celtiques : Bretagne, Irlande, Écosse. avec Jean-François Quemener, Les Sœurs Goadec, Scottish Bagpipes, The Blacksmiths, Ailoach (CD Arion)